# Megophtalmidia rufina
Megophtalmidia rufina är en tvåvingeart som först beskrevs av Karl August Wilhelm Schnuse 1901.  Megophtalmidia rufina ingår i släktet Megophtalmidia och familjen svampmyggor. Inga underarter finns listade i Catalogue of Life.